# Itinéraire des petites choses
Pour plus de détails, voir Fiche technique et Distribution.
Itinéraire des petites choses (The Map of Tiny Perfect Things) en anglais, est un film américain réalisé par Ian Samuels, sorti en 2021.

## Synopsis
Mark, un jeune garçon de 17 ans, est enfermé dans une boucle temporelle, condamné à répéter éternellement la même journée. Il rencontre Margaret qui est aussi dans cette boucle temporelle, et lui dit qu'il aimerait s'inscrire à une école d'art, et elle souhaiterait travailler pour la NASA. Devenus proches, ils décident tous les deux de noter tous les petits moments de beauté ou de grâce qu'ils leur arrive de croiser dans la journée. Mais Margaret doit partir tous les soirs à 18H, sans que Mark ne sache où elle va réellement.

## Fiche technique
- Titre : Itinéraire des petites choses
- Titre original : The Map of Tiny Perfect Things
- Réalisation : Ian Samuels
- Scénario : Lev Grossman d'après sa nouvelle
- Musique : Tom Bromley
- Pays d'origine : États-Unis
- Format : Couleurs - 1,85:1
- Genre : comédie romantique, science-fiction
- Dates de sortie : 2021

## Distribution
- Kathryn Newton : Margaret
- Kyle Allen : Mark
- Jermaine Harris : Henry
- Anna Mikami : Phoebe
- Josh Hamilton : Daniel
- Cleo Fraser : Emma
- Al Madrigal : Mr Pepper
- Jorja Fox : Greta
- Robert Gant : Weatherman Dave